# Kochłowy
Kochłowy es un pueblo en el municipio de Ostrzeszów, comprendido en el distrito de Ostrzeszów, voivodato de Gran Polonia, en el centro oeste de Polonia. Se encuentra aproximadamente a 7 kilómetros al suroeste de Ostrzeszów, y a 137 kilómetros al sureste de la capital regional Poznań.